# Anu Tali
Anu Tali (n. 18 iunie 1972, Tallin, RSS Estonă, URSS) este o dirijoare estonă. În prezent este director muzical al Orchestrei Sarasota și este co-fondator al Orchestrei Simfonice Nordice. 

## Viața și cariera
Tali s-a născut în Tallinn. A început pregătirea muzicală ca pianistă și a absolvit Liceul de Muzică din Tallinn în 1991. Și-a continuat studiile la Academia de Muzică a Estoniei ca dirijor cu profesorii Kuno Areng, Toomas Kapten și Roman Mațov. Din 1998 până în 2000, a studiat la Conservatorul de Stat din Sankt Petersburg cu Ilia Musin și mai târziu cu Leonid Korcemar. În 1995 a început studiile cu profesorul Jorma Panula la Academia Sibelius din Helsinki.  
În 1997, Tali și sora ei geamănă Kadri Tali au fondat Orchestra Simfonică Estono-Finlandeză, cu Anu Tali ca dirijor al orchestrei și Kadri Tali ca manager. Ulterior, orchestra a luat numele de Orchestra Simfonică Nordică. Tali și Orchestra Simfonică Nordică și-au făcut debutul în 2002 cu „Zborul lebedei” (Luigelend), pentru Finlandia/Warner Classics, care a prezentat două înregistrări în premieră mondială, suitele orchestrale Ocean și Zborul lebedei de Veljo Tormis. Această înregistrare a primit premiul pentru cel mai bun tânăr artist al anului la premiile Echo Klassic 2003 din Germania. A doua lor înregistrare a fost Action Passion Illusion, tot pentru Warner Classics.
În America de Nord, Tali și-a făcut debutul în SUA cu Orchestra Simfonică din New Jersey în ianuarie 2005.
În aprilie 2007, Tali a fost numită director muzical al Orchestrei de Cameră din Manitoba (Manitoba Chamber Orchestra, MCO) și a fost programată să înceapă să lucreze în această funcție în septembrie 2007. Cu toate acestea, în noiembrie 2008, orchestra a anunțat că ea și Tali nu au putut să ajungă la un acord privind condițiile contractuale, iar Tali nu a ocupat niciodată postul de director muzical al Orchestrei de Cameră din Manitoba.
În vara anului 2006, Tali a debutat la Festivalul de Operă din Savonlinna, Finlanda cu o nouă producție a lui Carmen și, de asemenea, la Festivalul de la Salzburg cu Orchestra Mozarteum din oraș. Activitatea ei în muzica contemporană include dirijarea în 2009 premierei americane a concertului Songs of Wars I Have Seen al compozitorului german Heiner Goebbels cu cuvinte de Gertrude Stein.
Tali și-a făcut prima apariție ca dirijor-invitat cu Orchestra Sarasota din Florida în februarie 2011.  În iunie 2013, Orchestra Sarasota a numit-o pe Tali drept următorul director muzical, începând cu 1 august 2013, cu un contract inițial de 3 ani. Orchestra și-a prelungit contractul cu încă 3 ani în 2016. În octombrie 2017, orchestra a anunțat că Tali a renunțat la conducerea sa muzicală a orchestrei în 2019.
Tali și soțul ei, Hendrik Agur, directorul Școlii de Gramatică Gustav Adolf din Tallinn, s-au căsătorit în 2014. Cuplul are un copil, născut în mai 2015.
A primit mai multe premii, ca de exemplu Premiul Cultural al Estoniei din 2003 și Premiul prezidențial al Estoniei în 2004.
Tali a înregistrat, de asemenea, muzică estoniană cu RSO Frankfurt, orchestra radiofonică a canalului regional Hessischer Rundfunk. 

## Vezi și
- Listă de dirijoare